# Sallandroute
De Sallandroute is een bewegwijzerde toeristische autoroute in Nederland. De route door Salland is 125 kilometer lang en doet Wijhe, Lettele, Hellendoorn, Den Ham aan.